# 国鉄コキ50000形貨車
国鉄コキ50000形貨車（こくてつコキ50000がたかしゃ）は、日本国有鉄道（国鉄）がフレートライナー輸送用として1971年度から1976年度にかけて製作した貨車（コンテナ車）である。
車掌室付きの緩急車コキフ50000形についてもここで解説する。

## 概要
名神・東名高速道路を嚆矢とする高速道路網の整備が進展し、長距離トラックの貨物輸送量が増加した状況に鑑み、国鉄は1966年にコキ10000系コンテナ車を投入し、列車の高速化で対抗した。さらに1969年4月には、イギリス国鉄で実施されていた方式を参考に、トラックとの協同輸送方式を採り入れた「フレートライナー」方式の営業体制を発足させた。これは日本フレートライナー及び、全国通運の直系子会（両者共に国鉄が半数の株式を出資していた）等が主な鉄道コンテナを使用する荷主（鉄道利用運送事業）となったうえで、全国に散らばる各社系列傘下の運送会社が集めた荷物を、自社の路線貨物としてコンテナ列車を用いて輸送する営業を行い、列車は「夕刻集荷・翌朝配達」の定時定形輸送を行う輸送方式である。
このため、列車の高速化・トラックの輸送単位に適合したコンテナの投入が図られ、同年に 10 t (20 ft) コンテナと、コキ10000系の専用車コキ19000系が製作された。しかしコキ10000系は製作コストの高さに加えて、電磁空気ブレーキや空気ばね台車の保守に手間がかかること、牽引する機関車が限定されるなどの制限があった。
フレートライナー方式の拡大にあたっては、コンテナ車の積載能力向上と大量投入のための製作費低減が課題とされた。これを受け、10 t (20 ft) コンテナを3個積載でき、夕刻→翌朝の定時定形輸送のため、夜行旅客列車と並行ダイヤで運用可能な最高速度 95 km/h のコンテナ車コキ9200系が1970年に試作され、各種試験に供された。
試験の成果を基に1971年から量産された車両がコキ50000形・コキフ50000形である。電磁ブレーキ等を装備しないため最高速度はコキ10000系より5km/hほど低下したが、製作および保守コストが低く牽引機関車を選ばないことから、容積を拡大し雑貨類の積載を容易にした新規格の 5 t (12 ft) コンテナC20系列とともに、フレートライナー列車に充当するため大量に製作された。
1976年までに3631両が製作され、輸送体系の変遷により種々の改造を受けながらも、後発のコキ100系コンテナ車とともに広汎に使用された。

## 構造

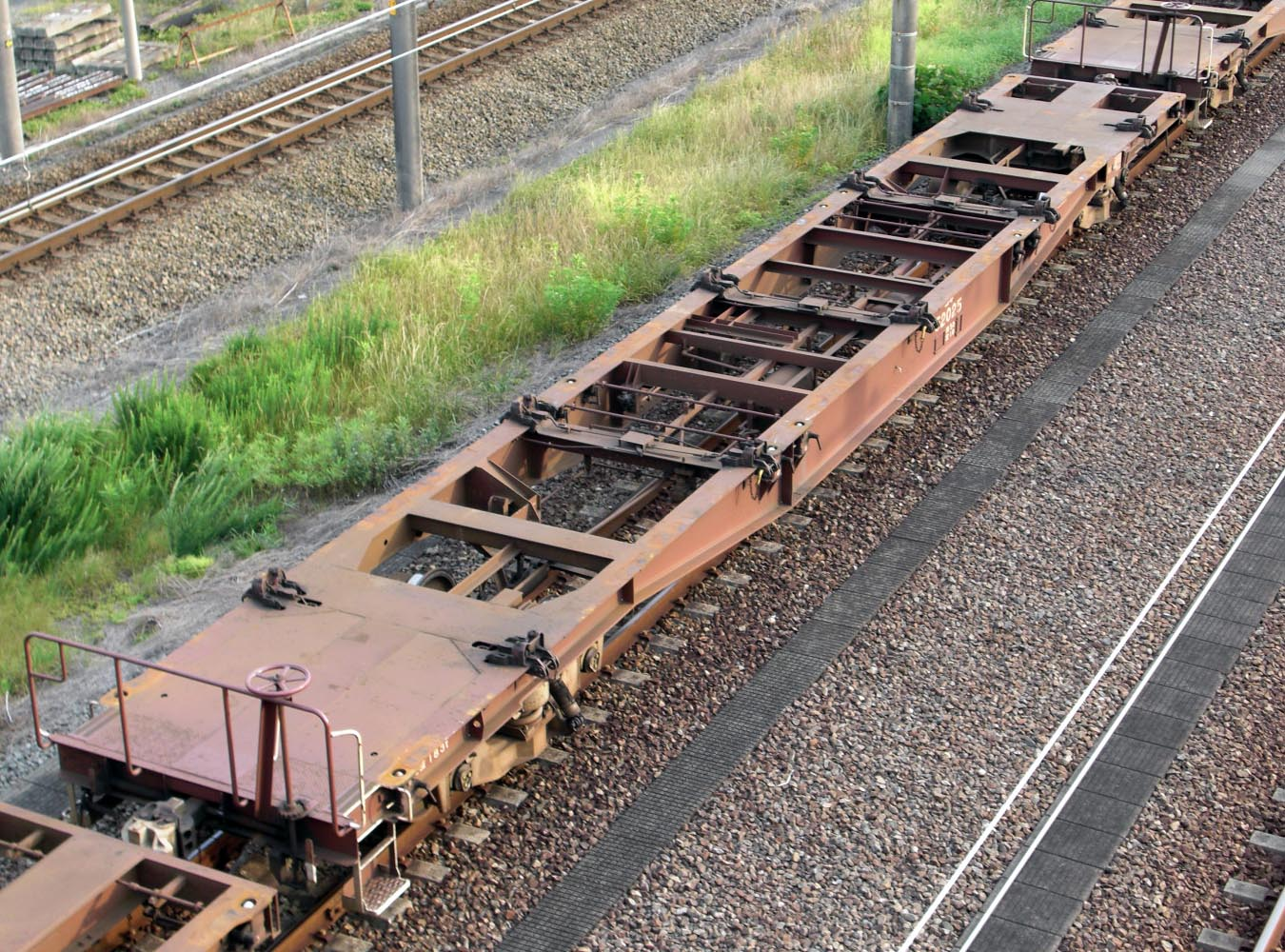
コキ50000形の台枠上部

台枠はコキ5500形やコキ10000系と同様な魚腹形側梁であるが、20 ft コンテナを3個積載できるよう台枠長さが延長され、車体長は 19600 mm に大型化された。台枠上のコンテナ用緊締装置は 5 t コンテナ (10 ft , 12 ft) 用を左右5組、20 ft コンテナ用ツイストロック式を左右3組装備し、使用しないときは10 ft 及び 12 ftでは台枠外側下方に回転垂下させ（吊り下げ状態）、20 ftでは車体表面の専用穴に手動で上下させて格納する。これにより、各種コンテナの積載が可能となった。外部塗色はコキ5500形と同一の赤3号（レンガ色）である。車体の一端に手ブレーキ付きの手すりとそれを操作する係員用のデッキ、デッキへの昇降用ステップを有する。コキ10000系のような台車オイルダンパプロテクタは設置していない。
積車時の総重量は最大 60 t （軸重 15 t）として設計され、運用線区は幹線に限定される。荷重はコキ50000形が 37 t、コキフ50000形が 28 t である。
緩急車コキフ50000形はコキフ10000形と同様、デッキ側にコンテナ1個分の車掌室を設け、コンテナ緊締装置は 5 t コンテナ (10 ft , 12 ft) 用を左右4組、20 ft コンテナ用を左右2組装備する。車両の両端どちらが列車最後部になっても運用できるように、デッキのない側にも手すりを設け2組の尾灯を装備している。
台車はコキ5500形後期形のTR216形を基に開発されたTR223形である。台車軸距を1,650mmから1,900mmへ拡大し、増加した荷重に対応するため車軸は重荷重に対応する「14 t 軸」を用いている。ブレーキ装置はKU-2制御弁を採用したCL方式（応荷重装置付自動空気ブレーキ）で、電磁ブレーキによらない制動性能の確保を図った。最高速度は 95 km/h である。後年、一部の車両はブレーキ装置の改造により最高速度は 100 km/h （250000番台）・110 km/h （350000番台）とされた。改造の詳細については後述する。

## 形式・番台毎の概要

### 試作車（コキ9200形）
フレートライナー方式対応の試作コンテナ車で、1970年に2両 （コキ9200, コキ9201） が製作された。台枠の基本構成は従来形式と同様であるが、車体長は従来形式より約 2.1 m 延長され、国鉄コンテナ車初の 20 m 級車となった。外部塗色は赤3号である。
荷重は 37 t で、積載能力は 5 t (10 ft , 12 ft) コンテナ5個、10 t (20 ft) コンテナ3個、15t (30 ft) コンテナ2個に対応するほか、20 t (20 ft) コンテナ1個と 10 t コンテナ1個の積載方も可能である。各種仕様のコンテナに対応するため、緊締装置は台枠側面に折りたたみ可能な構造で、使用時に台枠上に立て起こして向き合う緊締装置各々の内側面を、専用のフックで固定する仕様である。
主として 10 t 以上の長尺コンテナ積載用として設けられたツイストロック式緊締装置はリンク機構で相互に接続され、車体側面に設けた回転ハンドルにより車両単位で一斉施錠・開錠が可能な仕様である。9200は5tコンテナ用と同じく未使用時に折り畳む転向式であったが、9201では上下にスライドさせる昇降式とされた。この方式の緊締装置はISO10ft（5t）6個、ISO12ft（5t）5個、ISO20ft（10t）3個、ISO30ft（15t）2個、ISO40ft（20t）1個の積載に対応した。
台車は試作の TR99 形で、コキ5500形（後期形）の TR216 形を基に軸距拡大・軸受変更などの改良を施したものである。車軸は重荷重対応の 14 t 軸を用い、軸受は密封コロ軸受である。台車側枠形状や軸箱支持方式などの各部仕様は2両で異なる。ブレーキ装置は従来の積空2段階切替機構を廃し、応荷重装置を付加した ALD 方式である。手ブレーキは車端部デッキ上に回転ハンドル式のものを設ける。
「山陽ライナー」（隅田川駅 - 旧、初代西岡山駅）などの列車で試験運用に供され、試用の成果はコキ50000形の量産に反映された。試用終了後、1972年にコキ9201 が自動化ヤードのリニアモーター敷設・保守用職用車 ヤ250形 （ヤ251） に改造され、新南陽駅や塩浜操駅などで使用された。コキ9200 は休車後、JR移行前に除籍された。

### コキ50000形

#### 一般車
1971年から1974年までに3,276両 （コキ50000 - コキ53275） が製作された。初年度製作の275両 （コキ50000 - コキ50274） は、台枠側面ブレーキコック操作穴の数が1つだったが、コキ50275以降は3つとなっている。
JR化後、コキフ50000形の車掌室を撤去して本形式に編入する改造を実施した車両は、一般車の続番で付番されている。各種改造の詳細については後述する。
各年度による製造会社と両数は次のとおりである。
- 1970年 - 275両 
  - 第三次債務車 
    - 東急車輛製造（協三工業とのグループ製作）6両（コキ50000 - コキ50005）
    - 汽車製造 40両 （コキ50006 - コキ50045）
    - 日本車輌製造（輸送機工業とのグループ製作）60両（コキ50046 - コキ50105）
    - 川崎重工業（富士車輌、アルナ工機とのグループ製作）45両 （コキ50106 - コキ50150）
    - 三菱重工業 40両 （コキ50151 - コキ50190）
    - 三菱重工業（日立造船とのグループ製作）15両（コキ50191 - コキ50205）
    - 日立製作所 59両 （コキ50206 - コキ50264）
    - 日立製作所（若松車輛とのグループ製作）10両（コキ50265 - コキ50274）
- 1971年 - 717両 
  - 本予算車
    - 協三工業 15両 （コキ50275 - コキ50289）
    - 汽車製造 85両 （コキ50290 - コキ50374）
    - 日本車輌製造 125両 （コキ50375 - コキ50499）
    - 川崎重工業 45両 （コキ50500 - コキ50544）
    - 三菱重工業 75両 （コキ50545 - コキ50619）
    - 日立造船 40両 （コキ50620 - コキ50659）
    - 日立製作所 100両 （コキ50660 - コキ50759）
    - 若松車輛 25両 （コキ50760 - コキ50784）

  - 第三次債務車 
    - 協三工業 8両 （コキ50785 - コキ50792）
    - 日本車輌製造 85両 （コキ50793 - コキ50877）
    - 川崎重工業 35両 （コキ50878 - コキ50912）
    - 若松車輛 17両 （コキ50913 - コキ50929）
    - 三菱重工業 40両 （コキ50930 - コキ50969）
    - 日立造船 22両 （コキ50970 - コキ50991）
- 1972年 - 1,460両 
  - 民有車
    - 日本車輌製造 70両 （コキ50992 - コキ51061）
    - 川崎重工業 108両 （コキ51062 - コキ51169）
    - 三菱重工業 45両 （コキ51170 - コキ51214）
    - 日立造船 20両 （コキ51215 - コキ51234）
    - 川崎重工業 5両 （コキ150000 - コキ150004）

  - 第三次債務車 
    - 日本車輌製造 485両 （コキ51235 - コキ51719）
    - 川崎重工業 407両 （コキ51720 - コキ52126）
    - 三菱重工業 320両 （コキ52127 - コキ52446）
- 1973年 - 37両 
  - 民有車
    - 三菱重工業 37両 （コキ52447 - コキ52484）
- 1974年 - 791両 
  - 二次民有車
    - 日本車輌製造 270両 （コキ52485 - コキ52754）
    - 川崎重工業 311両 （コキ52755 - コキ53065）
    - 三菱重工業 210両 （コキ53066 - コキ53275）

#### 15 t (30 ft) コンテナ対応車

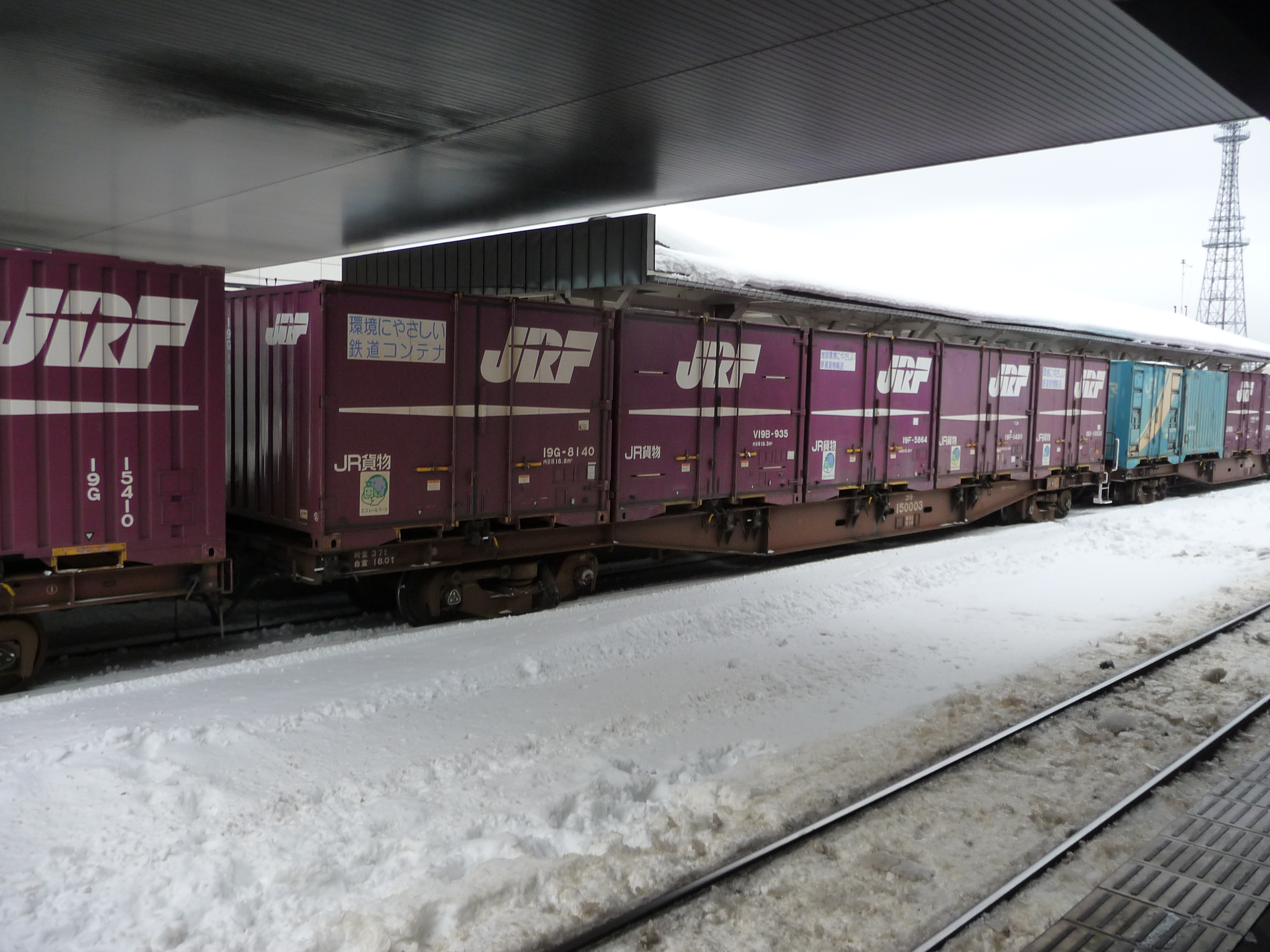
コキ50000形コキ150003
（2009年1月10日 石北本線 北見駅）

1972年に5両 （コキ150000 - コキ150004） が製作された。車体中央に 15 t (30 ft) コンテナ用緊締装置を1組増設した他は、一般車と同じ仕様である。増設された緊締装置はISOタイプと同じツイストロックおよびダボ式である。
福山通運が計画した 15 t (30 ft) コンテナの輸送用に製作され、コンテナ共々試験に供されたが、実用には移行せず計画は中止された。その後は一般車と混用して運用された。

### コキフ50000形
1971年から1976年までに350両 （コキフ50000 - コキフ50349） が製作された。
台枠上の車掌室ユニットは当初、コキフ10000形とほぼ同一のものを設置したが、1972年製の車両は2重窓などの寒地対策が追加され、1973年製以降は難燃化仕様を施すなどの仕様の差異がある。デッキがない側の手すりは平板張りにされているが、製造時期によって、手すり全体に張られているタイプと、両端のみに張って中央のみ空けられているタイプがある。
台車は初期型ではコキ50000形と同一の TR223 形を装備した。この台車は走行中の振動が大きく車掌乗務に適さないと判断されたため、製作途中から車掌室側の台車のみをばねの柔らかい TR223A 形に変更したが、改善策とは言えず労使問題にも発展した。このため、以後大半の車両はコキ10000形などから供出した空気ばね台車の TR203 形に交換された。
1985年に貨物列車の車掌乗務が廃止されると、車掌室を撤去し、コキ50000形に編入する改造が1987年から実施され、1989年までに全車が改造され区分消滅した。本形式にはコキフ10000形からの改造編入車（59000番台）があるが、これは1994年まで残存した。各種改造の詳細については後述する。
各年度による製造会社と両数は次のとおりである。
- 1970年 - 25両 
  - 第三次債務車 
    - 川崎重工業（富士車輌、アルナ工機とのグループ製作） 12両 （コキフ50000 - コキフ50011）
    - 日立製作所 13両 （コキフ50012 - コキフ50024）
- 1971年 - 83両 
  - 本予算車
    - 川崎重工業 21両 （コキフ50025 - コキフ50045）
    - 日立製作所 19両 （コキフ50046 - コキフ50064）

  - 第三次債務車 
    - 日立製作所 33両 （コキフ50065 - コキフ50079、コキフ50090 - コキフ50107）
    - 三菱重工業 10両 （コキフ50080 - コキフ50089）
- 1972年 - 157両 
  - 民有車
    - 川崎重工業 22両 （コキフ50108 - コキフ50129）

  - 第三次債務車 
    - 川崎重工業 135両 （コキフ50130 - コキフ50264）
- 1973年 - 18両 
  - 民有車
    - 川崎重工業 18両 （コキフ50265 - コキフ50282）
- 1974年 - 50両 
  - 二次民有車
    - 川崎重工業 50両 （コキフ50283 - コキフ50332）
- 1975年 - 17両 
  - 第二次債務車 
    - 川崎重工業 17両 （コキフ50333 - コキフ50349）

### ISOコンテナ対応試作車（コキ9300形）
コキ50000形は軸重の制約によりコンテナ1個あたりの総重量が最大12.3 tに制限されたため、最大総重量20.3 tのISO海上コンテナを積載できなかった。総重量20.3 tの海上コンテナを3個積載可能かつ、当時研究されていたコンテナ自動荷役システムの試験を兼ねた試作車として、1974年に1両のみ登場したのがコキ9300形である。
基本構造はコキ50000形に準じたが、荷重が61 t、総重量が約90 tに達したため、台車はコキ50000形のTR223形をベースとした3軸ボギーのTR902形が採用された。高さ8 ft 6 in（2,591 mm）の海上コンテナを積載するため、床面高さは1,012 mmに下げられている。
緊締装置は国鉄10 tコンテナおよびISOコンテナ用のツイストロックとダボのみで、国鉄5tコンテナ用は非搭載である。全自動荷役対応として電気信号によるツイストロックの施錠・解錠、コンテナ積載有無の検知も可能で、動作には圧縮空気を使用した。
1974年より走行試験が行われたが、曲線通過時の横圧の問題などにより試験は中止され、1986年度に形式消滅した。

## 改造車

### 国鉄時代の改造車

#### コキフ50000形の台車交換（51000番台）
車掌の乗務環境改善のため、コキフ50000形の台車交換改造を1979年から実施した。当時余剰となっていたコキ10000形のほか、ワキ50000形・ワキ8000形などから空気ばね台車TR203形台車を供出し、交換した。ブレーキ装置も台車に適合したものに換装された。
TR203 形台車の許容負担重量 (54 t) に対応するため、車体中央部のコンテナ緊締装置を一部撤去し、積載能力は 5 t (10 ft , 12 ft) コンテナ3個、10 t (20 ft) コンテナ1個となった。コキ10000系と同様、台枠の台車直上部に台車オイルダンパのプロテクタを設置している。車両番号は「原番号+1000」の基準で付番された。

#### コキフ10000形からの編入車（59000番台）
車掌の乗務環境改善のため上記の台車交換と並行して行われた改造で、1979年にコキフ10000形から14両（コキフ10000、10003、10006 - 10008、10011、10014 - 10020、10508）が改造された。

改造は種車の電磁ブレーキを撤去して、外部塗色を赤3号とした。車体長はコキ10000系と同一で、5 t (10 ft , 12 ft) コンテナ3個の積載が可能。車両番号は「原番号+49000」の基準で付番された。1両のみ寒冷地仕様の10500番台から改造された車両があり、59500番台を付番している。

#### ブレーキ指令変換弁追加車（250000番台）

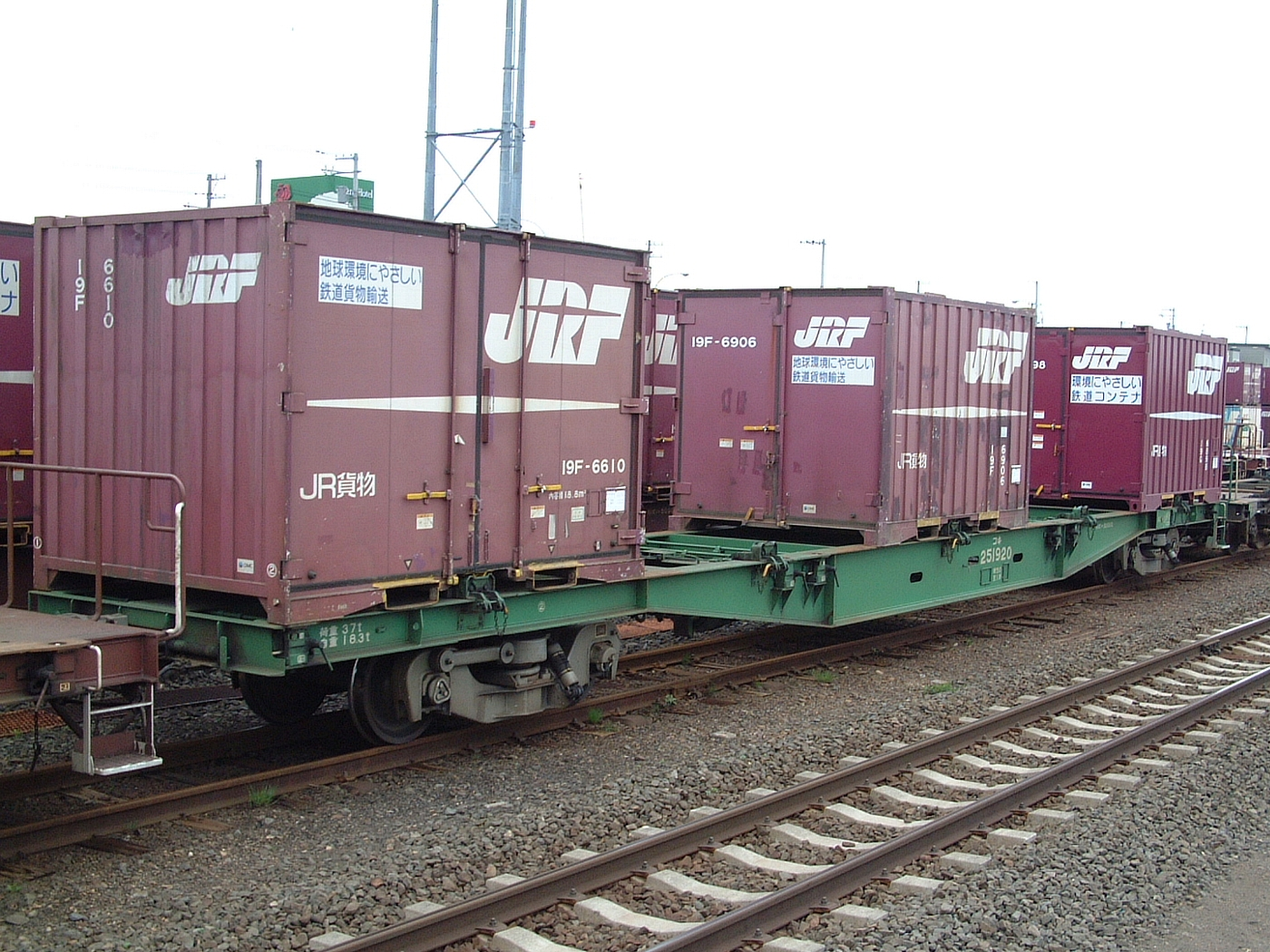
コキ50000形250000番台コキ251920（2005年5月、根室本線 新富士駅）

従来、最大 1000 t であったコンテナ列車の輸送力を 1200 t に増強するため、ブレーキ装置の改造を実施した。ブレーキシリンダ圧力の立ち上がりを早める指令変換弁を追加して反応速度を早め、空走時間の短縮を図った。
コキ50000形一般車の最高速度は 95 km/h であるが、1000 t までの列車に限り牽引機関車を限定した上で100 km/h 走行が可能である。
1985年・1986年に391両（コキ50000形370両、コキフ50000形21両）が改造された。改造後の車両番号は「原番号+200000」の基準で付番されている。
当初の車体色は一般車と同じ赤3号で、1985年3月ダイヤ改正から東京貨物ターミナル発着の東海道本線 - 山陽本線系統で主に 1200 t コンテナ列車の専用編成として使用され、1986年11月ダイヤ改正では最高速度 100 km/h の「スーパーライナー」が設定された。JR貨物の発足後、コキ100系の完成・津軽海峡線の開業を契機として東北本線 - 北海道方面に転用され、同区間は最高速度 100 km/h の運用からコキ10000系を淘汰した。同時期に、識別とイメージアップのため全車が車体色を淡緑色に変更している。
コキ100系の投入進展に伴い本区分の限定運用は減少し、コキ50000形一般車との共通運用が主となった。コキ107形による本形式の取替計画が具体化した後は、保守に特段の注意を要する本区分は淘汰が進み、2012年度に全廃となった。
（注：2025年現在、253032と252366が残っているのを確認）

### JR貨物時代の改造

#### 車掌室撤去改造（コキ50000形続番）
1985年に貨物列車の車掌乗務が廃止され、用途のなくなったコキフ50000形が余剰となった。輸送力向上のため、車掌室を撤去してコキ50000形に編入する改造が1987年の日本貨物鉄道（JR貨物）発足直後から実施された。
本形式には空気ばね台車TR203形を装備した車両が多く、台車の許容重量が小さいため、改造に際してはTR223形へ再交換された。車端部の手すりは一般車と同一のものに変更され、TR203形台車を装備していた74両は基礎ブレーキ装置も一般車仕様に復元された。
137両が改造され、コキ50000形一般車の続番 （コキ53276 - コキ53413） に付番された。指令変換弁装備車（250000番台）から改造された4両は「一般車の続番+200000」の基準で付番されている。

#### 車掌室撤去改造（コキ50000形58000番台）
| コキ50000形58000番台コキ58204。(高松駅) |  | コキ50000形258000番台コキ258044。(蘇我駅)指令変換弁装備車で車体は淡緑色  |
| コキ50000形58000番台コキ58204。(高松駅) |  | コキ50000形258000番台コキ258044。(蘇我駅) 指令変換弁装備車で車体は淡緑色 |

TR223形台車の在庫が途中で払底し、TR203形台車のまま改造編入された車両である。1987年から206両（コキ58000 - コキ58205）が改造された。番号は落成順に58000から付番され、原番号との関連はない。指令変換弁装備車（250000番台）から改造された17両は「改造後の続番+200000」の基準で付番されている。
台車の許容重量が小さいため、車体中央の緊締装置が撤去され、荷重は28 tとされた。積載能力は 5 t (10 ft , 12 ft) コンテナ4個、10 t (20 ft) コンテナ2個、30ftコンテナ1個である。車端部の手すりは識別のため、平板張りのまま残された。
積載効率の悪さと台車の保守が煩雑であることから淘汰の対象となり、1994年までに全車が廃車された。

#### 電磁ブレーキ化改造（350000番台）

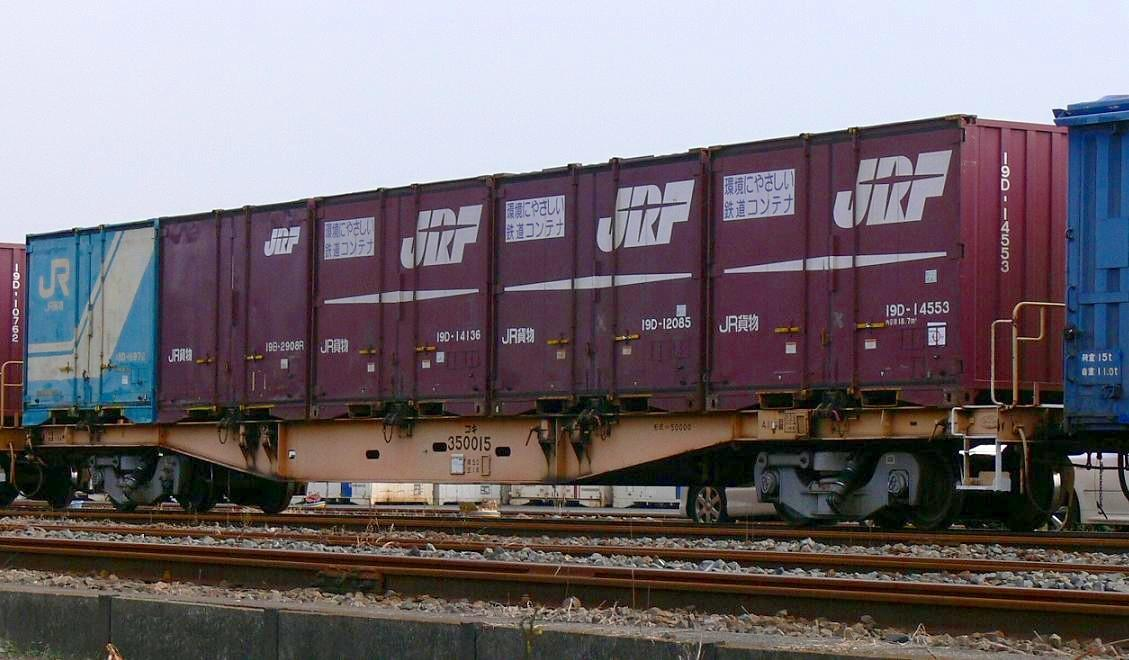
コキ50000形350000番台コキ350015

1988年3月ダイヤ改正で設定された最高速度110km/hのコンテナ列車「スーパーライナー」（東京貨物ターミナル-東広島）に充当するため、1987年10月から1988年2月にかけて、コキ50000形から45両（コキ350000 - コキ350044）が改造された。
改造工事は、輪西車両所（9両）・郡山工場（2両）・新小岩工場（11両）・名古屋工場（2両）・広島工場（17両）・小倉工場（4両）の全国6ヶ所で行われた。
改造種車は製造時期・製造メーカーに関係なく、無作為に選ばれた。番号は落成順にコキ350000 から付番され、原番号との関連はない。
ブレーキ装置をコキ10000系と同様のCLE方式（応荷重式電磁自動空気ブレーキ）に改造している。具体的には、制御線と元空気溜管の引き通し追加が行われ、台枠側面に小型のブレーキコック操作穴が1つが設けられた。
台車は、ブレーキ梁や隙間調整器が強化するなど、基礎ブレーキ装置の仕様を変更したTR223C形で、従来のコキ50000形と異なって、灰色に塗られている。
既存車との識別のため、車体色は黄かん色に変更され、車体表記も従来の白色から黒色になっている。なお改造工事竣工直後の塗装は、改造工場によって差異があり、本来の「黄かん色」に近いオレンジ色に塗装される、台車の色が従来の黒のまま、車体表記の色が白だったりしていた。最終的に上記の塗装に統一された。
本区分は新系列コンテナ車投入までの暫定的な措置であり、コキ100系が「スーパーライナー」に投入されると250000番台と共通運用された。コキ250000形に改造する話もあったが、結局されなかった。台車は下記にある通り、1994年までにTR223F形に交換され、2001年よりTR223Gへ改造された。
後年は関東地区内での限定運用とされ、川崎市のゴミ収集列車「クリーンかわさき号」などに用いられた。特殊仕様の少数区分であり、2007年から本格的な淘汰が開始された。2008年3月に残存車が一斉に廃車された。
廃車車両の一部はJR北海道へ譲渡され、12両がレール輸送用長物車（チ50000形・チラ50000形）に改造転用された（後述）。またコキ350039・350040の2両は苗穂工場においてトレイン・オン・トレインのモックアップ試験に供用されている。

#### JR貨物での台車交換
| TR223F形台車。 |  | TR223G形台車。右側の軸受の上部を覆うカバーが接地装置 |
| TR223F形台車。 |  | TR223G形台車。右側の軸受の上部を覆うカバーが接地装置 |

JR移行直後から本形式の台車枠の亀裂が多発し、1993年には羽越本線で台車枠破損による脱線事故が発生した。これを受け、JR貨物では1994年までに全車両の台車を対策型のTR223F形台車に交換した。台車枠は識別のために灰色としている。また従来台車との外観上の差異としては、枕ばねの下にある台車枠の枕ばね受けの形状が変更されている。
さらにその後、台車からの微振動に起因する荷ずれなどの問題に対応するため、2001年より、台車枠と各軸受の間に防振ゴムを挿入し、軸受の一つ（4位）を上部にカバーで覆って接地装置を取り付けた、TR223G形台車への改造を全車に実施した。

#### クールコンテナシステム対応改造（57000番台）
集中電源方式の冷凍コンテナ専用車として、1988年・1989年にコキ50000形から23両が改造された。編成で運用され、機能の差異で57000番台・57100番台に区分される。
改造項目はコンテナ電源の引き通し回路新設が主である。塗装は青20号に変更され、車体には『COOL EXPRESS』のロゴマークが描かれていた。
57000番台は電源コンテナ積載車で、5両（コキ57000 - コキ57004）が改造された。電源コンテナを中央に搭載し、自車および各車に積載する専用の冷凍コンテナに給電する設備を持つ。57100番台は57000番台から電源の供給を受け、自車に積載した冷凍コンテナに配電する機能をもつ。18両（コキ57100 - コキ57107, コキ57110 - コキ57119）が改造された。
本区分は 57100番台2両+57000番台1両+57100番台2両 の5両ユニットで首都圏 - 北海道間で運用された。個別電源を装備する冷凍コンテナの投入に伴い本システムでの輸送が終了したため、1996年に一般車への復元改造が行われ車号も改造前に戻された。

### 他用途への改造

#### チキ900形
スライドバンボディシステム方式のインターモーダル用試作貨車である。長物車に分類される。1988年（昭和63年）にコキ50000形一般車から1両が改造された。

#### チキ100形
チキ900形の量産車。1988年にコキ50000形一般車から5両が改造された。

#### チ50000形・チラ50000形

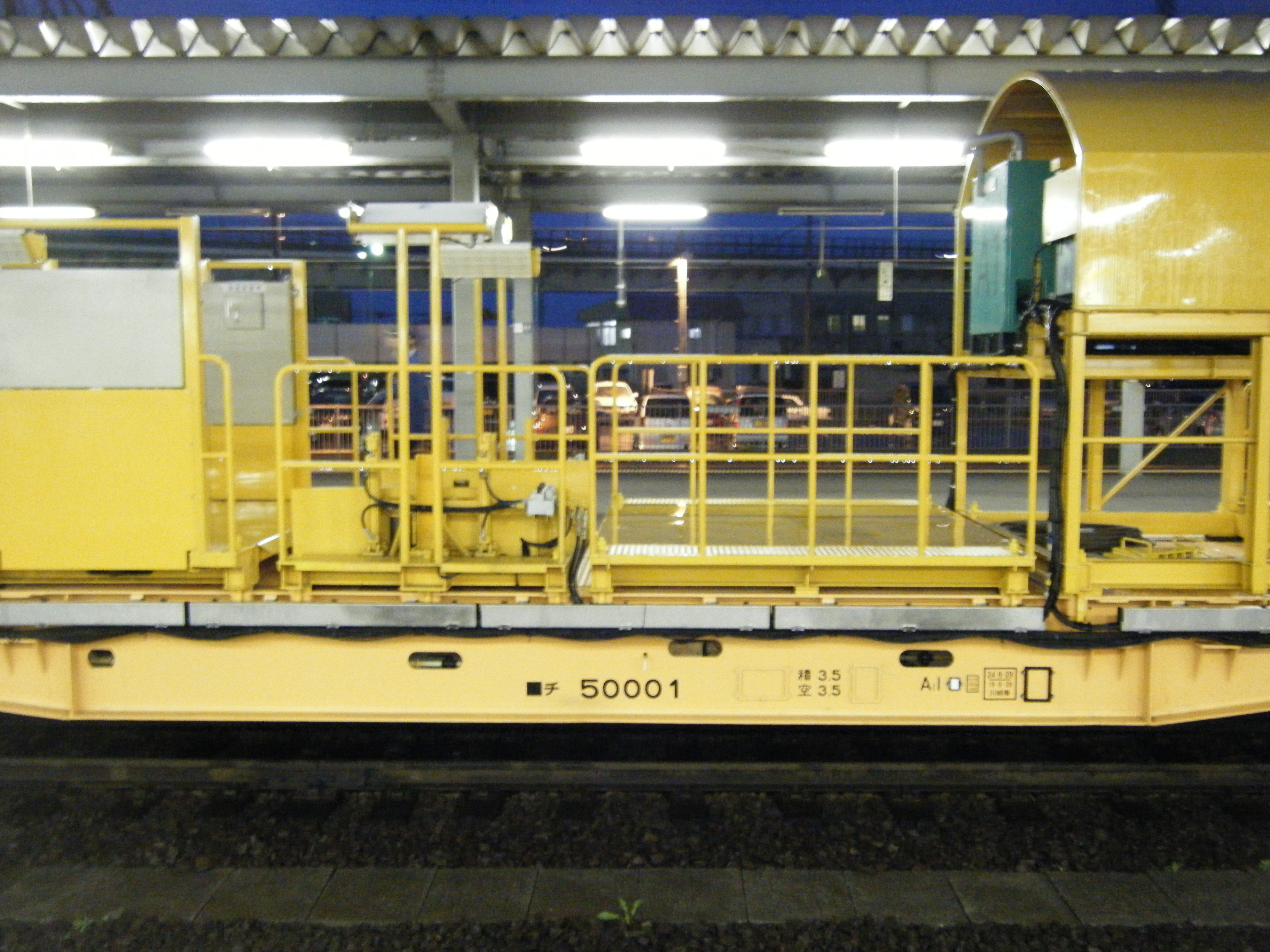
チ50000形チ50001（2008年5月25日、JR北海道 函館駅）

ロングレール輸送車で、2008年にコキ50000形350000番台から2形式合計12両が日本車輌製造で改造された。種車はJR貨物から北海道ジェイ・アール商事が購入し、北海道旅客鉄道（JR北海道）がリースを受ける形態で運用される。
青函トンネルを含む津軽海峡線区間において、新幹線軌条の敷設・新在共用軌条の交換などの新幹線対応工事を施工するための車両で、12両1編成で使用される。200 m長の60 kgレールを16本積載でき、レールの敷設現場では走行しながらレールの取卸を行える仕様である。
チ50000形（チ50001・チ50012）は編成の両端に組成され、レール積卸設備のみを設ける。チラ50000形（チラ50002 - チラ50011）は編成の中間に組成され、積荷のレールを緊締する設備を設けるほか、車両によっては作業用の付帯設備を追設する。台車はコキ50000形一般車と同一の TR223G 形台車に変更された。外部塗色は黄色である。車両番号は形式ごとに分けず、編成順の通番で付番されている。
チ50000形・チラ50000形の全車が2012年2月3日に一斉に廃車になり形式消滅した。

## 運用
1987年（昭和62年）4月の国鉄分割民営化に際しては、コキ50000形3,394両およびコキフ50000形220両が日本貨物鉄道（JR貨物）に継承された。コキフ50000形や積載効率に難があった58000番台は既に淘汰され、57000番台は一般車に復元されたが、それ以外はコキ100系とともにコンテナ車の主力形式として各地で使用された。
国鉄時代にコキ1000形で行われた国際海上コンテナ輸送は1978年に終了していたが、JR化後の1989年にはコキ50000形により海上コンテナ輸送を実施した実績がある。横浜博覧会の開催に伴う渋滞の回避のため東京港 - 横浜港間の空コンテナ輸送を鉄道に移行して東京貨物ターミナル - 横浜本牧間で20 ftのISO海上コンテナを輸送したもので、建築限界の大きい線区のため当初はコキ50000形が使用された。以後に開始された海上コンテナ輸送はコキ100系で実施されている。
本系列は製作から35年を超え、後継車両開発の計画が実施されている。2006年にコキ100系の新形式コキ107形1両が先行試作され、2008年から量産が開始された。同形式の製作によって順次置き換えられ、コキ100系の所要数充足によって本来の用途を喪失した高速化対応改造車（250000番台・350000番台）を中心に転用や淘汰が行われた。
2011年3月11日に発生した東北地方太平洋沖地震（東日本大震災）に伴い、常磐線（上り92列車）や石巻港駅が津波の直撃を受けて多数の車両が被災し、現地で解体されている。
2018年3月17日のダイヤ改正をもってコキ50000形は定期運用を終了した。その後、2018年度末までに後述の保存・転用車両を除く全車が廃車となっている。コキ50000形の運用終了により床面高さが1,000 mmのコキ100系以降の形式に統一されるため、コンテナも従来輸送制限のある背高タイプとされていた高さ2,600 mmの20D形ほか20系コンテナが制限のない汎用コンテナとされることになった。

## 保存・転用車両

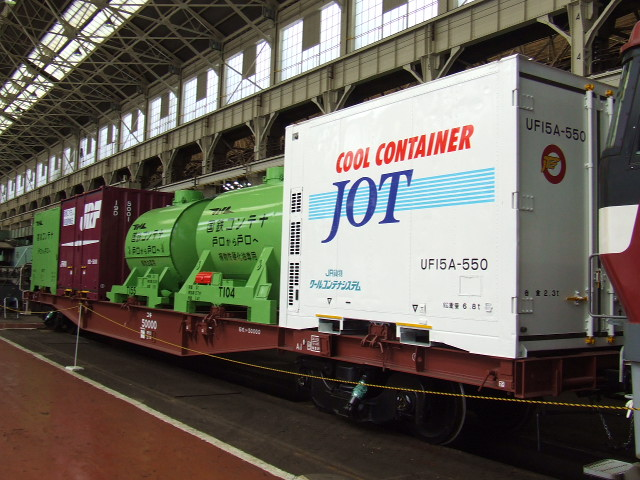
コキ50000形コキ50000。保管展示のため大宮車両所に搬入されたもの

- コキ50000 - 本形式のトップナンバーで、埼玉県さいたま市の鉄道博物館において各種コンテナを積載した状態で保管・展示されている。
- コキ50009 - 2006年頃にJR貨物から明電舎沼津事業所に譲渡され、同社敷地内において運搬用の車両として使用されている。
- コキ51844 - 陸上自衛隊輸送学校の実習場内に積載訓練用として設置されている[20]。
- コキ252251・コキ252560・コキ252840・コキ252871 - 明電舎沼津事業所に譲渡され、同社敷地内において運搬用の車両として使用されている。